# Vietnamesisches Nationalmuseum der Schönen Künste

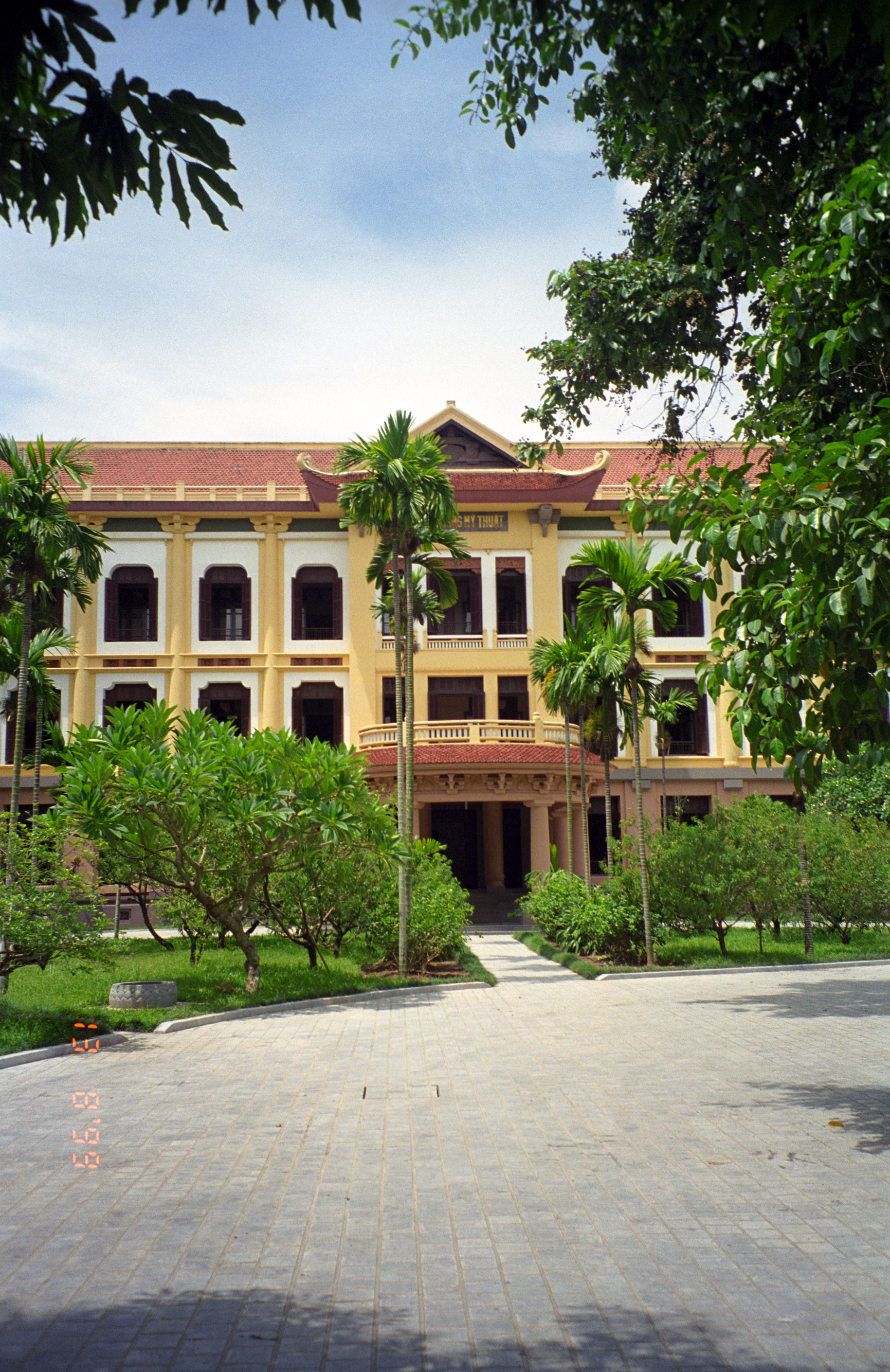
Museum der Schönen Künste, Hanoi

Das Vietnamesische Nationalmuseum der Schönen Künste (Vietnamesisch: Viện Bảo tàng Mỹ thuật Việt Nam; Hán tự: 院 寶藏 美術 越南) befindet sich in der Hauptstadt Hanoi, Vietnam. Das Museum wurde 1966 eröffnet und befindet sich im 1937 erbauten Gebäude einer ehemaligen katholischen Mädchenpension. 
Das Museum zeigt die bildende Kunst Vietnams. Es ist das wichtigste Kunstmuseum des Landes, das zweite ist das kleinere Museum der Schönen Künste in Ho-Chi-Minh-Stadt. 
Ein Großteil der im Museum präsentierten Kunstwerke des 20. Jahrhunderts befasst sich mit Volkserzählungen einer Nation in Verteidigung. Die Sammlung stützt sich auf Themen wie Martyrium, Patriotismus, militärische Strategie und Überwindung feindlicher Invasionen. Das Museum präsentiert eine Sammlung von Gemälden des späten 20. und frühen 21. Jahrhunderts, darunter Werke von Künstlern, die sich mit Abstraktion und abstraktem Impressionismus auseinandersetzen. 
Die ältesten Artefakte umfassen beispielsweise die wertvollen Skulpturen aus Sandstein aus den Champa und Funan Königreichen und das elegant geschnitzte Amitabha Buddha Abbild, das um 1057 entstand. 